# Sundsandvik
Sundsandvik är en bebyggelse i Högås socken i Uddevalla kommun i Västra Götalands län. Området avgränsades före 2015 till en småort för att därefter räknas som en del av tätorten Sund.